# Nexus Polaris
Nexus Polaris je drugi studijski album norveškog metal sastava Covenant, objavljen 1998. godine a objavila ga je diskografska kuća Nuclear Blast.
Posljednji je album sastava objavljen pod imenom Covenant jer 1999. sastav je promijenio ime u The Kovenant i glazbeni stil na elektronički/industrial metal.

## Pozadina
Prvi album In Times Before the Light je pomogao sastavu da steknu obožavatelje na norveškoj black metal sceni. Nagash i Blackheart imali su veće ambicije i htjeli su bolju produkciju. Potpisali su ugovor s diskografskom kućom Nuclear Blast Records.
Počinjući novi album, Nagash i Blackheart htjeli su stvoriti pravi sastav. Sastavu se pridružio gitarist Dimmu Borgira, Astennu koji je svirao s Nagashom, klavijaturist Sverd iz sastava Arcturus, Sarah Jezebel Deva iz Cradle of Filth i Hellhammer s Mayhem. Nagash je počeo svirati na bas-gitaru a Blackheart na gitaru.
Nexus Polaris je bio uspješan zahvaljujući promociji Nuclear Blasta i dvotjednoj koncertnoj turneji, a bio je emitiran i na norveškog televiziji. Album je označio prelazak sastava iz simfonijskog black metala u industrial metal. Covenant bio nominiran za norveškog nagradu Grammy. 
Godine 2002. album je ponovno objavljen. Izvorne pjesme nisu mijenjane, a kao bonus su dodane i dvije verzije pjesmi "New World Order" s albuma Animatronic.

## Popis pjesama
| 1.    | »The Sulphur Feast«         | 4:09 |
| 2.    | »Bizarre Cosmic Industries« | 5:52 |
| 3.    | »Planetarium«               | 4:01 |
| 4.    | »The Last of Dragons«       | 6:28 |
| 5.    | »Bringer of the Sixth Sun«  | 6:31 |
| 6.    | »Dragonheart«               | 4:51 |
| 7.    | »Planetary Black Elements«  | 5:48 |
| 8.    | »Chariots of Thunder«       | 5:48 |
| 43:28 |                             |      |

| Dodatne pjesme na izdajnu iz 2002. godine | Dodatne pjesme na izdajnu iz 2002. godine | Dodatne pjesme na izdajnu iz 2002. godine | Dodatne pjesme na izdajnu iz 2002. godine | Dodatne pjesme na izdajnu iz 2002. godine | Dodatne pjesme na izdajnu iz 2002. godine | Dodatne pjesme na izdajnu iz 2002. godine | Dodatne pjesme na izdajnu iz 2002. godine | Dodatne pjesme na izdajnu iz 2002. godine | Dodatne pjesme na izdajnu iz 2002. godine |
| Br.                                       | Skladba                                   | Trajanje                                  |                                           |                                           |                                           |                                           |                                           |                                           |                                           |
| ----------------------------------------- | ----------------------------------------- | ----------------------------------------- | ----------------------------------------- | ----------------------------------------- | ----------------------------------------- | ----------------------------------------- | ----------------------------------------- | ----------------------------------------- | ----------------------------------------- |
| 9.                                        | »New World Order« (Clubmix)               | 4:26                                      |                                           |                                           |                                           |                                           |                                           |                                           |                                           |
| 10.                                       | »New World Order« (Metalmix)              | 3:53                                      |                                           |                                           |                                           |                                           |                                           |                                           |                                           |
| 51:47                                     |                                           |                                           |                                           |                                           |                                           |                                           |                                           |                                           |                                           |

## Zasluge
| Covenant - Nagash – vokal, bas-gitara - Blackheart – gitara - Astennu – gitara - Sverd – klavijature - Sarah Jezebel Deva – sopran - Hellhammer – bubnjevi | Ostalo osoblje - Siggi Bemm – produkcija, mastering - Per Heimly – fotografije - Andreas Marschall – naslovnica albuma - Mathias – inženjer zvuka - Flea Black – grafički dizajn - Christophe Szpajdel – logotip sastava |